# Luzzara
Luzzara (emilián nyelven Lusêra) település Olaszországban, Emilia-Romagna régióban, Reggio Emilia megyében. Lakosainak száma 8496 fő (2023. január 1.). Luzzara Dosolo, Gonzaga, Guastalla, Suzzara és Reggiolo községekkel határos.

## Népesség
A település lakossága az elmúlt években az alábbi módon változott:
| Lakosok száma | 9132 | 8962 | 8496 |
|               | 2017 | 2018 | 2023 |